# Ittoqqortoormiit Helistop
Ittoqqortoormiit Helistop (IATA: , ICAO: BGSC) er en grønlandsk flyveplads beliggende i Ittoqqortoormiit (Scoresbysund) med et asfaltlandingsområde med en radius på 15 m. I 2008 var der 885 afrejsende passagerer fra flyvepladsen fordelt på 363 starter (gennemsnitligt 2,44 passagerer pr. start).
Ittoqqortoormiit Helistop drives af Mittarfeqarfiit, Grønlands Lufthavnsvæsen. Statens Luftfartsvæsen fører tilsyn med flyvepladsen.

## Eksterne links
- AIP for BGSC fra Statens Luftfartsvæsen Arkiveret 24. februar 2012 hos  Wayback Machine